# Ganki
Ganki este o comună din departamentul Kaédi, Regiunea Gorgol, Mauritania, cu o populație de 4.902 locuitori.